# Негассо Гідада
Негассо Гідада Солон (22 вересня 1943 — 27 квітня 2019) — перший президент Федеративної Демократичної Республіки Ефіопія з моменту встановлення парламентської республіки 22 серпня 1995 до 8 жовтня 2001 року.

## Біографія
Був обраний на президентський пост після того, як Мелес Зенаві під час встановлення парламентської республіки зайняв посаду прем'єр-міністра. 2005 року Гідада був обраний депутатом до парламенту як незалежний кандидат, читає лекції з історії в університеті Аддис-Абеби.